# گنجشک زاپاتا
گنجشک زاپاتا (نام علمی: Torreornis inexpectata) نام یک گونه از تیره زردپره‌ایان است.